# Cao Văn Minh
Cao Văn Minh là một sĩ quan cấp cao trong Quân đội nhân dân Việt Nam, hàm Thiếu tướng, nguyên Phó Chánh Thanh tra Bộ Quốc phòng

## Thân thế sự nghiệp
Ông từng giữ chức Sư đoàn trưởng Sư đoàn 377, Quân chủng Phòng không-Không quân
Năm 2012, ông được bổ nhiệm giữ chức Phó Chánh Thanh tra Bộ Quốc phòng
Thiếu tướng (2013)
Năm 2019, ông nghỉ hưu.